# Louis François Jean Chabot
Pour les articles homonymes, voir Chabot.
Louis François Jean Chabot, né le 27 avril 1757 à Niort et mort le 11 mars 1837 à Sansais, dans les Deux-Sèvres, est un général français de la Révolution et de l’Empire.

## Biographie

### Du gendarme de la Maison du roi au général de brigade
Louis François Jean Chabot est le fils de Jean François Chabot, avocat, et de Marie Anne Élisabeth Recape. Gendarme de la Maison du roi avec rang de lieutenant de cavalerie le 10 avril 1773, puis porte-drapeau le 20 février 1779, il passe comme sous-lieutenant de grenadiers au régiment de Poitou en 1782. Affecté ensuite aux grenadiers royaux d’Orléans à Saintes, il commande les troupes employées à l'assèchement des marais de Rochefort.
Sous-lieutenant au 1er bataillon de volontaires des Deux-Sèvres à la Révolution française, il est promu capitaine le 31 mai 1792 au 15e régiment d’infanterie et prend part à la défense de Lille et au siège d’Anvers. Lieutenant-colonel à l’armée des côtes de La Rochelle le 24 mai 1793, général de brigade deux mois plus tard, il combat en Vendée où il utilise la carte de Cassini no 100 entre autres. Il se trouve aux affaires de Châtillon et de Cholet les 8 et 17 octobre.

### Général républicain
Il fut longtemps en fonction dans la Mayenne. Envoyé dans ce département au commencement de janvier 1794, et adjoint au général Jean-Baptiste Beaufol pour porter le dernier coup à la Chouannerie, il reçut de Jean-Baptiste Kléber, au mois de mars, le commandement de Laval, Mayenne et Craon. Dans les lettres qu'il écrit alors au Comité de Salut public pour le presser de lui envoyer des renforts, il avoue que le nombre des Chouans est plus considérable qu'on ne l'avait pensé, et qu'il est très difficile de les atteindre. Le 15 avril 1794, le conseil général de la commune de Laval lui écrit d'ordonner à ses soldats de respecter davantage les propriétés. Au mois de floréal suivant, il est obligé de relâcher quarante-quatre jeunes gens des communes de Denazé, Simplé, Peuton, La Chapelle-Craonnaise, qu'il avait fait arrêter, parce qu'ils faisaient partie de la première réquisition du canton d'Athée.
Il assure la défense de Lorient en 1795.

### Au service de Napoléon
Il revient à Laval où il a son quartier général, depuis le mois de février jusqu'à la fin de juillet 1796. Le 18 mars 1796, la municipalité le chargea de prendre les mesures contre les prêtres qui n'avaient pas prêté le serment.

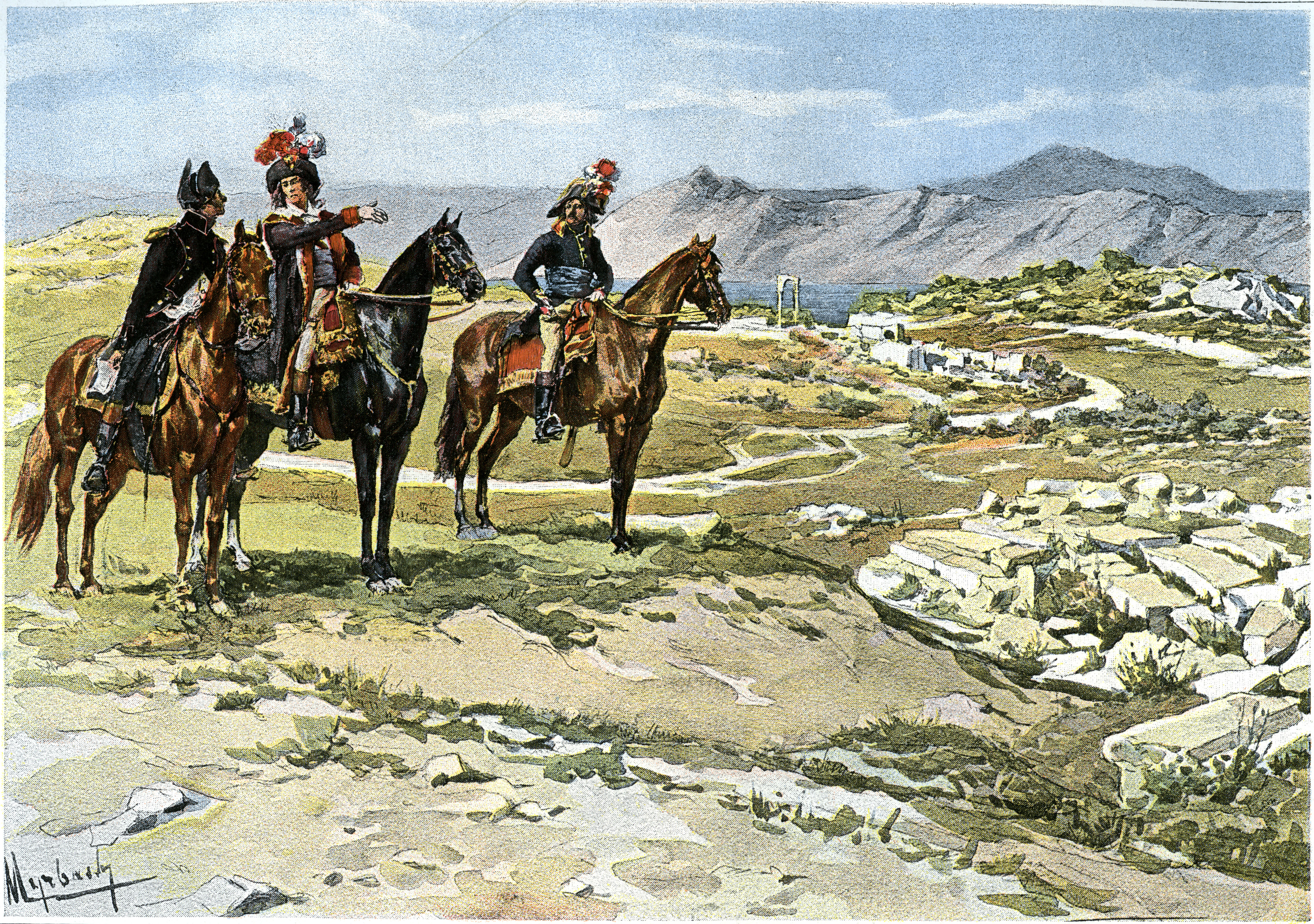
Reconnaissance avant la bataille de Nicopolis : Richemont, Chabot et un aide de camp. Aquarelle de Felician Myrbach, 1894.

Devenu général de division, il est en Italie en 1796 et commande diverses places, avant de prendre part au siège de Mantoue dont il reçoit la capitulation avec Sérurier. Il part pour Corfou en qualité de gouverneur des îles Ioniennes. Il doit y capituler après une belle résistance alors qu'il n’a plus que 800 hommes à opposer à l’ennemi. On dit que Bonaparte, en apprenant la capitulation, s’écria : « mais Chabot est donc mort ? »
Obligé à ne pas servir contre la Coalition, il est employé à l’armée de l’Ouest. Il est de nouveau à Laval, avec le titre de général de division, le 2 décembre 1799 ; le mois suivant, il envoie au ministre des renseignements sur les citoyens capables de remplir des fonctions publiques. Le 18 janvier 1800, les administrateurs du département lui désignent les communes sur lesquelles il pouvait compter.
Il remporte une victoire à Meslay-du-Maine le 23 janvier 1800 contre une division de l'armée royaliste de Bourmont — qui capitule le 4 février 1800. Il poursuit Louis de Frotté, commande la division de La Rochelle puis va servir en Italie jusqu’en 1807. Commandant d’une division en Catalogne en 1808, il se trouve aux combats de Villafranca, de Molins del Rey, au passage du Llobregat et est blessé à Hyé le 22 mai 1809.

### Fin de carrière
Baron de l'Empire le 30 août 1811, il est mis à la retraite par la Restauration le 24 décembre 1814. Il reçoit cependant en janvier 1815 le commandement de la 9e division militaire à Montpellier. Napoléon, lors des Cent-Jours, lui donne le commandement de Perpignan avec mission de disperser les rassemblements royalistes du Midi, mais il n’en fait rien et accueille à son retour en France le duc d’Angoulême qui le maintient dans son commandement le 2 août 1815. Il n’en est pas moins, quelques jours plus tard, replacé dans la position de retraite en vertu de l’ordonnance signée, la veille, par le roi. Retiré à Niort, il y est conseiller municipal. Sa tombe est visible au cimetière des Sablières de Niort.

## Distinctions
- Légion d'honneur[2] :
  - Légionnaire le 11 décembre 1803
  - Commandeur le 14 juin 1804
  - Grand officier de la Légion d'honneur le 17 janvier 1815

## Armoiries
| Figure | Blasonnement |
|        | Armes de Louis François Jean Chabot, baron militaire de l'Empire : Écartelé : en 1 et 4, d'or à trois chabots de gueules (qui est de Chabot) ; en 2, de gueules à l'épée d'argent en pal (qui est des barons tirés de l'armée) ; en 3, d'azur, à la forteresse donjonnée de trois tourelles crénelées d'argent, ouvertes, ajourées et maçonnées de sable, soutenue d'un rocher d'argent, cantonnée à dextre et en chef d'une botte éperonnée d'argent, à senestre d'un casque taré de profil d'or, et en pointe, à dextre d'une galère antique d'or, à senestre un cygne nageant d'argent. Armes parlantes. |